# جی‌تی‌بی‌سی استودیوز
جی‌تی‌بی‌سی استودیوز (انگلیسی: JTBC Studios Co. , Ltd; کره‌ای: 제이티비씨스튜디오 주식회사) یک شرکت تولید و توزیع دراما و مدیریت استعداد کره جنوبی که شرکت تابعهٔ جی‌تی‌بی‌سی، بخشی از جونگ‌آنگ ایلبو/گروه جونگ‌آنگ است.